# Saltangará
Saltangará est un village des Îles Féroé, fondé en 1846. Le village se situe dans l'est de l'île d'Eysturoy et fait partie de la commune de Runavík.

## Démographie
| Année | Population |
| ----- | ---------- |
| 1986  | 698        |
| 1991  | 737        |
| 1996  | 677        |
| 2001  | 739        |
| 2002  | 764        |
| 2005  | 830        |
| 2006  | 841        |
| 2007  | 860        |
| 2009  | 914        |
| 2011  | 970        |

## Personnalités
- Jens Martin Knudsen (11 juin 1967), ancien joueur de handball et de football.